# Anthologie grecque

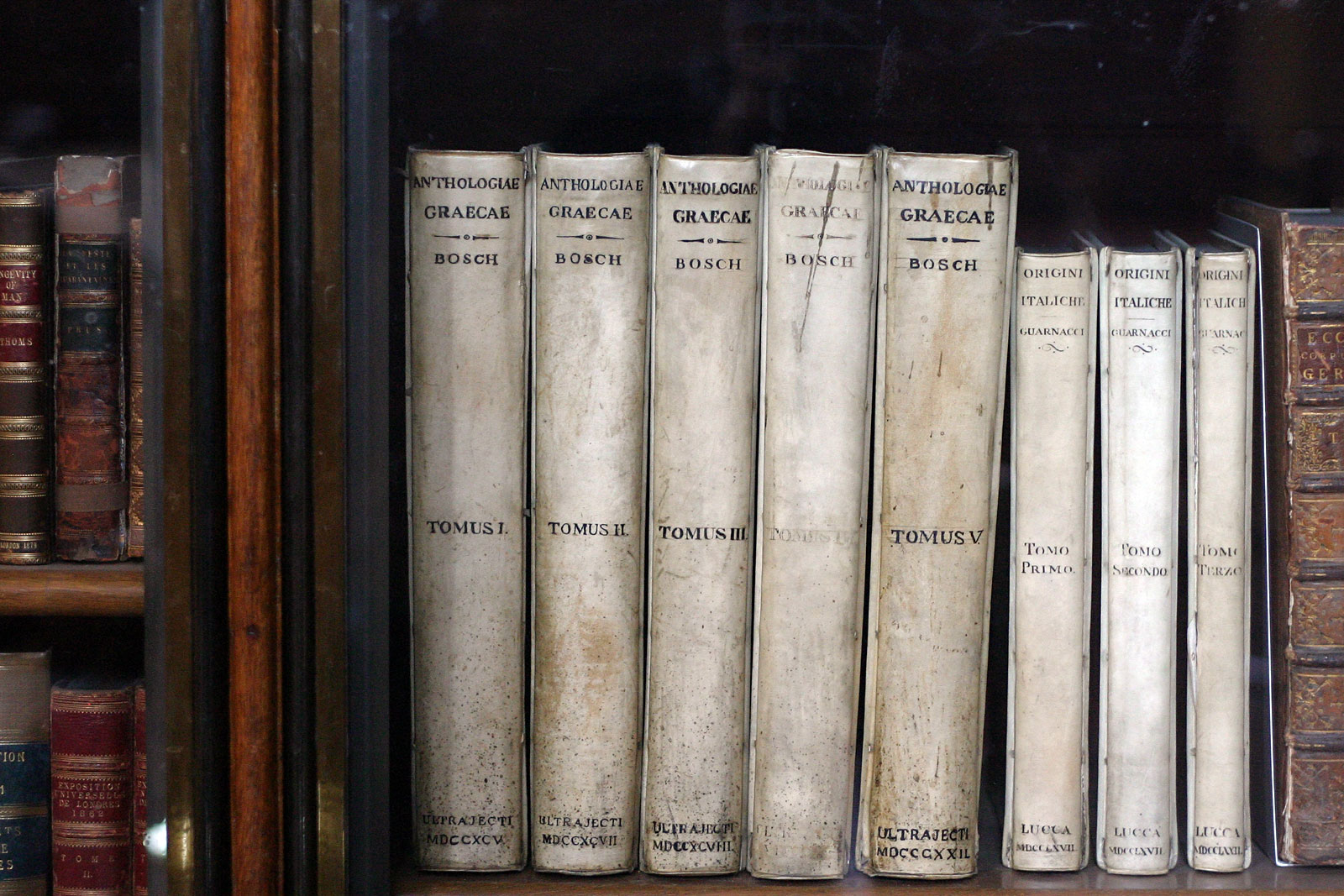
Exemplaire du British Museum de l’édition classique de l’Anthologie grecque en 5 tomes de van Bosch et van Lennep (commencée en 1795 par Bosch, menée à terme et publiée en 1822 par Lennep). Abondamment illustrée, elle comporte la traduction en vers latins par Grotius de l'édition de Planude de l’Anthologie. Elle reprend aussi le texte grec très fautif de l’édition Wechel (1600), qui n'est lui-même qu'une reprise de l'édition planudéenne de 1566 due à Henri Estienne.

L'Anthologie grecque (en grec ancien : Ἀνθολογία Ἑλληνική / Anthología Hellēnikḗ ; en latin : Anthologia Graeca) est un recueil de poèmes, essentiellement des épigrammes, qui vont de la période classique à la période byzantine de la littérature grecque. Elle est parfois considérée comme synonyme d'Anthologie palatine, alors que les deux expressions ont un sens légèrement différent.

## L'Anthologie grecqueet l'Anthologie palatine
Les noms Anthologie grecque et Anthologie palatine sont utilisés pour se référer à ce recueil, mais avec deux sens différents. Le terme Anthologie palatine fait référence au recueil tel qu'il nous est transmis par le manuscrit Codex Palatinus graecus 23, conservé à la Bibliothèque palatine de Heidelberg et, pour les derniers feuillets, à la Bibliothèque nationale de France.
Le nom Anthologie grecque (en latin Anthologia Graeca) est utilisé pour faire référence de façon plus générale aux textes, au-delà de leur transmission à travers un manuscrit particulier. Ainsi, dans l'histoire, on a utilisé l'expression Anthologia Graeca pour faire référence à l'Anthologie de Planude et également pour désigner l'Anthologie palatine augmentée d'un appendice reportant les épigrammes présentes dans l'Anthologie de Planude qui ne se trouvent pas dans la Palatine.

## Histoire

### LaCouronnede Méléagre
Le noyau originaire qui constitue celle qu'on appelle aujourd'hui Anthologie grecque est la Couronne de Méléagre, un recueil compilé par Méléagre de Gadara au Ier siècle av. J.C., où l'auteur dit avoir sélectionné des fleurs (les épigrammes) pour en faire une couronne. Cet ouvrage est le prototype de l'« anthologie », terme dont l'étymologie signifie justement « choix de fleurs », même si Méléagre n'a pas utilisé le mot « anthologie » dans sa Couronne.
Elle contenait, outre les poèmes du compilateur lui-même, les pièces de quarante-six autres auteurs, dont Archiloque, Alcée de Mytilène, Événos de Paros, Anacréon, et Simonide de Céos. Dans sa préface au recueil, Méléagre compare avec beaucoup de finesse l'ordre des poèmes aux fleurs d'une couronne liées par leurs tiges. Il s'agit là d'une image qui a fait passer à la postérité le mot « Anthologie » comme synonyme de recueil de pièces littéraires destiné aux générations futures. Dans le poème de sa « couronne », qui se retrouve au début du livre IV du Codex Palatinus 23, Méléagre liste les poètes choisis dans la constitution du recueil et les associe chacun à une fleur.
La Couronne de Méléagre eut un tel succès qu'on l'augmenta de nouveaux poèmes dès l'Antiquité. Les préfaces aux éditions de Philippe de Thessalonique et d’Agathias, qui nous sont parvenues avec l’Anthologie grecque, témoignent qu'ils lui ont adjoint des poèmes postérieurs. L’édition définitive est celle de Constantin Céphalas qui, au Xe siècle, y a adjoint d'autres recueils : des vers homoérotiques rassemblés par Straton de Sardes au IIe siècle, un recueil d’épigrammes chrétiennes trouvé dans des églises, un recueil d’épigrammes satiriques et de banquets écrits par Diogenianus, la description par Christodore des statues du gymnase byzantin de Zeuxippe et, enfin, un recueil d’inscriptions recopiées dans un temple à Cyzique.

### Le Codex Palatinus 23
Le manuscrit sur lequel se basent les éditions de l'Anthologie est le Codex Palatinus 23. La quasi-totalité en est conservée à la bibliothèque de l'université de Heidelberg, à l'exception de quelques feuillets qui se trouvent à la Bibliothèque nationale de France sous la cote Suppl. Gr. 384. Ce manuscrit byzantin, daté de 940 après J.-C., a été découvert en 1606 par Claude Saumaise dans la Bibliothèque palatine de Heidelberg, qui a cessé d'exister après la conquête du Palatinat au début de la guerre de Trente Ans. Ce recueil s'appuie sur une anthologie précédente, composée au début du Xe siècle par Constantin Céphalas. Selon des recherches effectuées sur ce sujet, la plupart des épigrammes que l’on trouve dans le Codex Palatinus 23 dériveraient du travail de Constantin Céphalas. Le manuscrit de Constantin a été composé à partir de trois sources principales :
- la Couronne de Méléagre, recueil daté de 100 avant J.-C. ;
- la Couronne de Philippe de Thessalonique, recueil daté du Ier siècle av. J.-C. ;
- le recueil d'Agathias, daté de 553 après J.-C.

### L'Anthologiede Planude
L’érudit byzantin Maxime Planude réalisa lui-même une édition de l’Anthologie grecque qui, outre l'ajout de quelques pièces, élimine ou caviarde plusieurs poèmes qui ne lui ont pas paru authentiques ou convenables. Cette version fut la seule connue de l'Occident chrétien jusqu’à ce que Claude Saumaise découvre à Heidelberg, en 1606, un recueil plus complet et fondé sur l'édition antérieure de Constantin Céphalas, le manuscrit Codex Palatinus 23. La copie qu'en fit Saumaise ne devait pourtant pas paraître avant 1776, lorsque Richard François Philippe Brunck l'annexa à ses Analecta. La première édition critique est due à F. Jacobs (13 volumes, 1794-1803 ; revue en 1813-1817).
Avec sa diffusion dans toute l’Europe, l’Anthologie grecque a laissé une empreinte profonde sur ses lecteurs. Un critique du Times Literary Supplement, commentant en 1971 la traduction partielle de Robin Skelton de l’Anthologie, a pu écrire : « Le temps est suspendu s’il n'est plus possible d’y découvrir un chef-d’œuvre qu’on n’avait pas encore lu. » On peut déceler l'influence de ce recueil sur des auteurs aussi différents que Properce, Ezra Pound ou Edgar Lee Masters. Avec la publication de traductions non censurées au XXe siècle, son influence s'est encore accrue.

## Composition
L'édition courante de l'Anthologie grecque, soit la plus répandue dans les bibliothèques et les librairies modernes, est basée sur celle de Friedrich Jacobs, philologue allemand spécialiste de lettres classiques, qu'il publie en 1813 sous le nom d'Anthologia græca ad fidem codici olim palatini, nunc parisini, ex apographo gothano edita (grossièrement « Anthologie grecque fidèle aux codes palatins, maintenant parisiens, publiée d'un apographe de Gotha ») en trois volumes, après que le traité de Tolentino a astreint la cour de Rome à céder le Codex Vaticanus (le Codex Palatinus 23 rebaptisé après la prise de Heidelberg par le comte de Tilly en 1622) à la France, entre autres manuscrits et objets d'art. Aidé des documents obtenus par la France ainsi que d'une copie de l'Anthologie de Planude réalisée par l'abbé Joseph Spaletti, et fort de son expérience de réédition savante des Analecta de Richard François Philippe Brunck, Jacobs publie un travail d'une grande conformité au manuscrit d'Heidelberg.
Les éditions modernes divisent communément l'Anthologie en seize livres distincts, correspondant parfaitement, à quelques différences près, à la division opérée par Jacobs dans son édition.

### Livre I
Le livre I contient les épigrammes chrétiennes, soit 123 « pieuses et divines » épigrammes.

### Livre II
Le livre II contient la description poétique que fait Christodore de Coptos, au Ve siècle, des statues décorant le gymnase et complexe de bains publics le Zeuxippos, qui se trouve à Constantinople. Cette description prend la forme d’un seul poème de 416 hexamètres.

### Livre III
Le livre III contient dix-neuf épigrammes anonymes décrivant les bas-reliefs qui ornaient les colonnes du temple d'Apollonis à Cyzique vers 295 av. J.-C. Ces bas-reliefs représentaient des scènes historiques et mythologiques relatives à l'amour filial.

### Livre IV
Le livre IV rassemble les préfaces de la Couronne de Méléagre, de la Couronne de Philippe de Thessalonique et du recueil d'Agathias.

### Livre V
Le livre V contient 309 épigrammes amoureuses et érotiques rédigées par une grande variété d'auteurs, dont les compilateurs de l'Anthologie eux-mêmes, comme Méléagre et Agathias. La variété des sources ainsi que la longueur de la période de temps durant laquelle les épigrammes ont été rédigées et compilées rendent difficile la datation; il est toutefois peu probable qu'elles soient postérieures au règne d'Hadrien, qui eut lieu de 117 à 138.

### Livre VI
Le livre VI contient 358 épigrammes votives consacrées à différentes divinités grecques et romaines. Elles sont rédigées en distiques élégiaques, en hexamètres dactyliques, en trimètres iambiques ou en hendécasyllabes phaléciens.

### Livre VII
Le livre VII contient 754 épigrammes funéraires. Dans les éditions françaises des Belles Lettres, ce livre, contenant beaucoup plus d'épigrammes que les autres, est séparé en deux volumes.

### Livre VIII
Le livre VIII rassemble 254 épigrammes écrites par Saint-Grégoire Le Théologien au IVe siècle.

### Livre IX
Composé de 827 épigrammes épidictiques ou démonstratives, le livre IX constitue une partie importante de l’Anthologie. Les épigrammes de ce livre comportent souvent une part d’éloge, en plus d’exprimer certaines idées philosophiques .

### Livre X
Le livre X est constitué de 126 épigrammes dites « exhortatives et morales », ou προτρεπτικα en grec, soit « protreptiques ». La protreptique, dont le nom vient de l'ouvrage homonyme d'Aristote, était un genre littéraire destiné principalement à l'exhortation à la philosophie.

### Livre XI
Le livre XI de l'Anthologie rassemble 442 épigrammes sympotiques, bachiques et satiriques. Ce livre sur les plaisirs de table terminerait supposément le recueil de Céphalas.

### Livre XII
Communément appelé « La Muse garçonnière de Straton de Sardes » ou, plus simplement, « La Muse de Straton », le livre XII de l’Anthologie est constitué de 258 épigrammes ayant pour sujet les amours homosexuels, majoritairement pédérastiques. On y trouve de nombreuses épigrammes de Straton de Sardes lui-même, qui datent donc du IIe siècle, mais également des plus anciennes, provenant de la Couronne de Méléagre, ainsi que de la Couronne de Philippe de Thessalonique. L’organisation d’apparence désordonnée du livre proviendrait alors de ces différentes tentatives de compilations antérieures, parvenue jusqu’à Constantin Céphalas au Xe siècle. Dans sa compilation, Planude ne conserve que 16 des 258 épigrammes de ce livre.

### Livre XIII
Le livre XIII rassemble 31 épigrammes de mètres divers. D’après Paul Wolters, ces poèmes sont probablement publiés dans l’Anthologie parce qu’ils servaient d’abord d’exemples dans un traité de métrique.

### Livre XIV
Le livre XIV, sur les problèmes, oracles et énigmes, réunit 150 épigrammes qui ressemblent à des devinettes ou des problèmes arithmétiques. Ces textes sont majoritairement anonymes, mais une grande partie d’entre eux sont attribués au mathématicien Métrodore. Jusqu’à aujourd’hui, les philologues ne savent pas si ces poèmes étaient inclus ou non dans l’architecture originale du projet de Constantin Céphalas.

### Livre XV
Les 51 épigrammes dites « mêlées » du livre XV se rangent sous trois sections. La première est consacrée aux épigrammes chrétiennes; la seconde, aux poèmes figurés et la troisième, aux inscriptions traitant des courses de chars. Compte tenu de son hétérogénéité, le livre XV semble appartenir à une phase relativement tardive de l’Anthologie.

### Livre XVI
Le dernier livre de l’Anthologie est consacré aux 396 épigrammes descriptives de Planude.

## Style
Les poèmes de cette anthologie proviennent de diverses époques. On peut y distinguer quatre périodes :
1. La période grecque à proprement parler, dont Simonide de Céos (556 av. J.-C.-467 av. J.-C.) est le parfait représentant, avec un bon nombre d'inscriptions funéraires pour les soldats tombés durant les guerres médiques. Presque toutes les pièces de cette époque sont des inscriptions réelles ou des vers adressés à des personnes réelles, vivantes ou décédées ;
2. L'épigramme se développe beaucoup à la période hellénistique. À cette époque, son sens s'élargit pour inclure anecdotes, satires et poèmes amoureux. Callimaque est un bon représentant de cette période ;
3. À une période plus tardive de l'empire, un autre genre s'est développé : la satire. Lucilius, qui écrivait sous Néron, ainsi que Lucien, montrent un grand talent pour des épigrammes habiles et caustiques. Palladas, un grammairien d'Alexandrie du IVe siècle, est le dernier représentant de l'épigramme classique. Dans ses vers, il se présente comme désespérément opposé au christianisme ;
4. La quatrième période consiste en épigrammes écrites sous le règne de Justinien. Le style en est précieux, comme en témoigne celui d'Agathias.

## Liste des poètes de l'Anthologie grecque
Cette liste des noms des poètes, ainsi que les hypothèses concernant leur identification et leur datation, proviennent de l'édition en un seul volume de l’Anthologie grecque parue aux Belles Lettres en 2019 avec une préface et des notes de Pierre Laurens.
| - Ablabius Illustris - Addée de Macédoine - Adaios de Mytilène - Aemilianus de Nicée (Ier siècle) - Agathias - Agis d'Argos - Aischrion de Samos (Eschrion de Samos) - Akératos - Alcée de Messénie - Alcée de Mytilène - Alexandre de Magnésie - Alexandre l'Étolien (IVe siècle av. J.-C.) - Alphée de Mytilène - Ammianus - Ammonidès - Ammonios (poète byzantin) - Anacréon - Anastase le Bègue - Andronicos (poète méconnu, qu'on n'a pu identifier à aucun des autres Andronicos) - Antagoras - Antigonos de Carystos, poète du Ier siècle (différent d'Antigone de Caryste, auteur du IIIe s.) - Antimaque de Colophon - Antimédon - Antiochos, parfois identifié à Antiochus d'Éges - Antipater de Sidon - Antipater de Thessalonique - Antiphanès de Macédoine - Antiphanès de Mégalopolis - Antiphile de Byzance - Antistios, peut-être Publius Antistius (Ier siècle av. J.-C.), ou Antistius Vetus (poète macédonien du Ier siècle) - Antonios d'Argos - Antonius Thallus, voyez Thallos - Anytè - Apollinarios de Laodicée (fin du Ier siècle) - Apollonidas de Smyrne (Ier siècle) - Apollonios le Grammairien - Arabios le Scholastique (Byzantin, actif sous le règne de Justinien) - Aratos de Soles - Archélaos d'Égypte - Archias d'Antioche - Archias de Macédoine (attribution contestée) - Archias de Mytilène - Archias le Jeune - Archiloque - Archimédès, parfois identifié à Archimêlos ou au mathématicien Archimède - Aréthas (Xe siècle) - Marcus Argentarius - Aristodicos de Rhodes - Ariston - Artémidoros le Grammairien - Artémon - Asclépiade de Samos - Asinius Quadratus, peut-être Caius Asinius Quadratus - Athénée l'épigrammatiste - Automédon de Cyzique - Bacchylide - Bakis - Bassos, voir Lollius Bassus - Bezantinos ou Bizantinos (IIe siècle) - Bianor - Boéthos de Cilicie - Calléas d'Argos - Callicter ou Killactor de Magnésie (période alexandrine) - Callimaque de Cyrène - Capiton, peut-être Capiton d'Alexandrie, poète épique - Carphyllidès ou Carpyllidès - Céréalios (Julius Céréalis) - Chairémon (fin IIIe siècle ou début IVe) - Christodore - Claudien d'Alexandrie - Cléobule de Lindos (attribution incertaine) - Cométas dit le Chartulaire ou le Scholastique - Cométas le grammairien - Constantin de Rhodes (natif de Lindos, vit à Constantinople sous le règne de l'empereur Léon) - Constantin de Sicile le Bienheureux - Longinus Cornélius (peut-être Ier siècle) - Cosmas Indicopleustès - Cratès de Thèbes - Cratès de Mallos - Crinagoras de Mitylène (Ier siècle av. J.-C.) - Cyrille (Kyrillos, sans doute du Ier siècle) - Cyros (ancien consul, Ve siècle) - Cyrus de Panopolis - Damagétos (IIIe siècle av. J.-C.) - Damaskios, philosophe (VIe siècle) - Damocharis de Cos - Démératos de Sparte (peut-être actif au Ier siècle) - Démétrios de Bithynie, parfois identifié avec un philosophe fils du stoïcien Diphilos (IIe siècle av. J.-C.) - Dêmiourgos (très incertain) - Démocrite - Démodocos de Léros - Denys tout court, attributions très évasives (il existe de nombreux auteurs de ce nom), parfois données par erreur dans les manuscrits. - Denys d'Andros, parfois identifié à Denys le Sophiste - Denys de Cyzique - Denys de Rhodes - Denys le Sophiste, parfois identifié avec Denys d'Halicarnasse le Jeune (actif sous le règne d'Hadrien) - Dioclès : voir à Julius. - Diodoros (tout court), difficile à identifier comme l'un des deux auteurs suivants. - Diodoros de Sardes, orateur du Ier siècle av. J.-C. - Diodoros de Tarse, dit aussi le Grammairien, poète et philologue du Ier siècle av. J.-C. - Diogène Laërce - Diogène, évêque d'Amisos, sans doute VIe siècle - Dionysios, peut-être Dionysios le Sophiste ou Dionysios d'Halicarnasse (IIe siècle av. J.-C.) - Diophanès de Myrina - Diophante d'Alexandrie - Dioscoride, poète du IIIe siècle av. J.-C. - Diotimos, sans doute Diotimos de Milet - Diotimos d'Adramyttion, IIIe siècle - Diotimos d'Athènes, fils de Diopeithès - Diotimos de Milet - Diphilos d'Athènes, poète comique, IVe – IIIe siècles av. J.-C. - Dosiadas, IIIe siècle av. J.-C. - Douris d'Élaia en Éolide, IIIe siècle av. J.-C. - Émilien : voyez Aemilianus | - Empédocle d'Agrigente, le philosophe - Épigonos de Thessalonique - Ératosthène le Scholastique (VIe siècle) - Érinna, poétesse de Télos - Érykios de Cyzique - Eschine, peut-être Eschine de Milet (écrivain politique contemporain de Sénèque le Père) - Eschyle - Ésope (attribution contestée) - Étienne le Grammairien (Byzantin, VIe siècle) - Étruscus de Messine - Eugénès (postérieur au IIIe siècle) - Euhodos (on ignore auquel des autres Euhodos connus on pourrait l'identifier) - Euphorion de Chalcis - Eupithios ou Eupeithios d'Athènes, grammairien du IIe siècle - Euripide (attribution incertaine) - Eutolmios le Scholastique - Étienne le Grammairien, parfois identifié à Étienne de Byzance - Événos de Sicile, Événos d'Ascalon, Événos d'Athènes, d'Événos le Grammairien, parfois assimilés à Événos de Paros - Flaccus : voyez Statyllius - Fronton (Marcus Cornelius Fronto), grammairien - Gabriel (VIe siècle, préfet de Constantinople) - Caius Cornelius Gallus - Gauradas (inconnu) - Géminus, peut-être Caius Terentius Tullius Geminus (consul en 46 av. J.-C.) - Germanicus César - Gaetulicus ou Gétilicus (actif sous l'empereur Vespasien) - Glaucos d'Athènes (sans doute byzantin) - Glaucos de Nicopolis - Glycon (inconnu, époque incertaine) - Grégoire de Nazianze (IVe siècle) - Hadrien (l'empereur romain) - Hécatée de Thasos - Hédylos (de Samos ou d'Athènes, fils de la poétesse Hédylê) - Hégémon (peut-être fin du IIIe siècle av. J.-C., distinct d'Hégémon de Thasos et d'Hégémon d'Alexandrie de Troade) - Hégésippos - Héliodore d'Émèse (attribution fantaisiste) - Helladios - Héraclide de Sinope - Héraclite d'Halicarnasse - Hermocréon (sans doute IIe siècle av. J.-C.) - Hermodoros (sans doute originaire de Syrie) - Homère(attribution considérée comme fantaisiste dès l'Antiquité) - Ignace le Diacre (Ignace Magister) - Ion, identifié parfois à Ion de Samos, soit à Ion d'Éphèse - Irénée le Référendaire (actif sous le règne de Justinien) - Isidoros d'Aiges - Isidoros le Scholastique - Jean Barbucalle, dit le Grammairien (Beyrouth, VIe siècle) - Julien Antécessor (fin du VIe siècle) - Julien l'Apostat - Julien l'Égyptien (IVe siècle) - Julius Dioclès de Carystos, peut-être un déclamateur - Tiberius Julius Léonidas (précepteur des fils de Germanicus) - Killactor ou Callicter - Kyllénios (incertain) - Kyrillos : voyez Cyrille - Lacon - Laurea : voyez Tullius - Léon le Sage - Léon le Philosophe - Léonidas d'Alexandrie (Julius Léonidas) - Léonidas de Tarente - Léontios le Scholastique - Libanios - Lollius Bassus - Lucien de Samosate - Lucilius - Lysistratos d'Athènes - M. Tullius Laurea (affranchi et secrétaire de Cicéron) - Macédonius (entourage de Justinien) - Macédonius de Thessalonique (Ier siècle av. J.-C.) - Maecius (Ier siècle av. J.-C.) - Magnus (IVe siècle apr. J.-C.) - Makédonios de Thessalonique (VIe siècle) - Manéthon (attribution incertaine) - Marcus Argentarius - Marianos le Scholastique - Marinos de Naplouse (Nauplies) - Méléagre de Gadara - Ménandre - Ménécratès de Samos - Ménécratès de Smyrne - Mésomède de Crète - Métrodore - Michel le Grammairien (deuxième moitié du VIe siècle apr. J.-C.) - Mimnerme - Mnasalcès de Sicyones - Moïro - Moschos - Mousikios (inconnu, attribution douteuse) - Mundus Muniatus - Myrinus ou Myrinos - Neilos le Scholastique - Nestor de Laranda - Nicaenetus de Samos - Nicandre de Colophon - Nicarque - Nicias de Milet (IIIe siècle av. J.-C.) - Nicodémos ou Nicomédès, sans doute Nicodémos d'Héraclée - Nicomachos - Nonnos de Panopolis - Nossis - Nouménios de Tarse - Oinomaos, peut-être Œnomaos de Gadara (IIe siècle) - Onestos ou Honestus ou Onestès, de Corinthe ou de Byzance - Palladas - Pamphilos, parfois identifié à Pamphilus d'Alexandrie (en) - Pancratès | - Parménion, Macédonien (Ier siècle av. J.-C.) - Paul le Silentiaire - Péritas - Phaennos (IIIe s. av. J.-C.) - Phaidimos de Byzanthê ou d'Asmaris (IIIe s. av. J.-C.) - Phalaecos ou Phalaicos, poète alexandrin - Phanias ou Phainias - Philémon le dramaturge - Philippe de Thessalonique - Philiscos de Milet - Philitas de Samos (différent de Philétas de Cos) - Philodème de Gadara - Philon de Byblos (Herennius Philon) - Philostrate de Lemnos - Philoxénos - Phocas le Diacre, poète byzantin, peut-être diacre de Tyr au Ve siècle - Perse - Phocylide de Milet - Photios Ier de Constantinople - Pierre ou Petros (artiste, poète et prêtre byzantin) - Pinytos - Pisandre de Rhodes, parfois identifié à Pisandre de Camiros, poète épique - Pison, poète inconnu, peut-être Ier siècle - Pittacos de Mitylène - Platon le Comique, dramaturge - Platon le Jeune, dramaturge (attribution douteuse) - Platon (attribution discutée) - Polémon, peut-être Polémon fils de Zénon de Laodicée (Ier siècle av. J.-C.) ou Polémon II - Pollien, grammairien et poète (IIe siècle) - Julius Polyen ou Polyen de Sardes (IIe siècle) - Polystrate de Lêtopolis - Polystrate (IIe siècle av. J.-C.), peut-être Polystratos de Lêtopolis - Pompée le Jeune - Posidippe - Proclus de Constantinople, dit "le Diadoque" - Ptolémée (on ignore duquel des auteurs de ce nom il s'agit) - Pythagore de Samos (attribution douteuse) - La Pythie de Delphes (attribution douteuse) - Quintus Mucius Scævola, poète actif en 59 av. J.-C. - Quadratus, voir Asinius - Quintus de Smyrne - Rharos - Rhianos - Rufin - Rufus ou Rufinus Domesticus - Sabinus, voir Tullius - Sabinus le Grammairien - Samos (parfois Samios), courtisan de Philippe V de Macédoine - Sappho - Satrius - Satyros, parfois identifié à Satrius - Satyros d'Olynthe - Scythinos de Téos - Secundus de Tarente - Sérapion d'Alexandrie - Simias ou Simmias de Rhodes - Simonide de Céos - Socrate (auteur de problèmes d'arithmétiques) - Sophronios de Damas - Speusippe - Statyllius Flaccus - Stéphanos, voir à Étienne - Straton de Sardes - Synésios de Cyrène - Synésios le Scholastique - Thalos ou Thallos de Milet (Ier siècle) - Théaitétos de Cyrène - Théaitétos le Scholastique - Thémistios - Théocrite - Théodoret de Cyr - Théodoridas de Syracuse - Théodoros - Théodoros le Proconsul - Théognis de Mégare - Théon d'Alexandrie - Théophane le Bienheureux - Théosébie (sœur de Zosime de Panopolis) - Thomas le Patrice - Thomas le Scholastique - Thucydide - Thyillos - Thymoclès - Tibère - Tibérius (ayant vécu au IVe siècle ou après) - Timocréon de Rhodes - Timon de Phlionte - Trajan - Troïlos le Grammairien - Tryphon le grammairien - Tudicius Gallus - Marcus Tullius Laurea - Tullius Sabinus - Tymnès - Thymocles (?) - Lucius Julius Vestinus - Xénocritos de Rhodes - Xénophane - Zélotos - Zénobios - Zénodote d'Éphèse - Zénodotos le Stoïcien - Zonas de Sardes - Zosime de Thasos |  |